# Buddy Petit

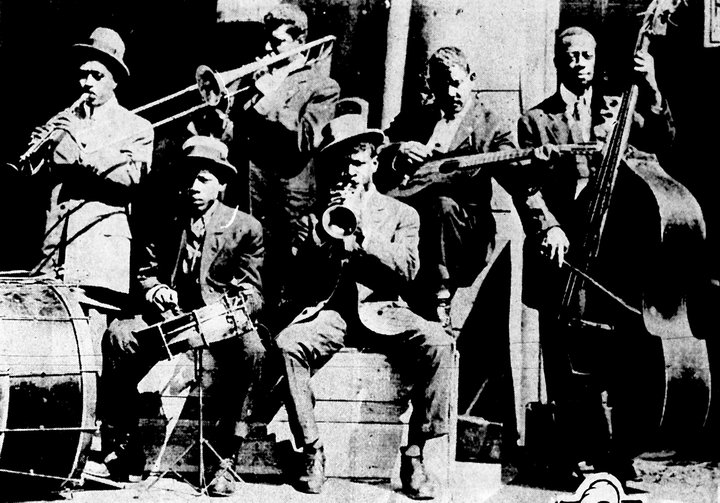
The Eagle Band – od lewej: Edmond Hall (klarnet), Chinee Foster (perkusja), Frankie Dusen (puzon), Buddy Petit, Lorenzo Staultz (gitara) i Dandy Lewis (kontrabas), Nowy Orlean, 1916

Buddy Petit lub Buddie Petit, właśc. Joseph Crawford (ur. 23 grudnia 1896 w White Castle, zm. 4 lipca 1931 w Nowym Orleanie) – amerykański kornecista, muzyk ragtime’owy, przedstawiciel wczesnej ery jazzu.

## Życiorys
Urodził się jako Joseph Crawford. Już w dzieciństwie zmarł mu ojciec. Matka przeniosła się z synem do Nowego Orleanu i ponownie wyszła za mąż. Został adoptowany przez jej drugiego męża – puzonistę Josepha Petita. Później, żeby odróżnić się od ojczyma muzyka, zaczął posługiwać się imieniem „Buddy” lub „Buddie”.
Już jako nastolatek grał zawodowo. W 1914 razem z innym kornecistą, Jimmiem Noonem, założył The Young Olympia Band. Później zajął miejsce Freddiego Kepparda w The Eagle Band, prowadzonej przez puzonistę Frankiego Dusena. W 1917 wraz z Dusenem i klarnecistą Wadem Whaleym otrzymał propozycję wyjazdu do Los Angeles i występów w zespole pianisty Jelly’ego Roll Mortona w nocnym klubie Baron Long’s w dzielnicy Watts. Szybko jednak z Dusenem wrócili do Nowego Orleanu, Morton bowiem wyśmiewał ich wiejską garderobę i sposób bycia. Obrażeni, zapowiedzieli że go „ukatrupią”, jeśli jeszcze kiedyś pojawi się w Nowym Orleanie.
Przez resztę kariery grał głównie w Nowym Orleanie, innych miastach Luizjany i okazjonalnie na Florydzie. Występował w różnych zespołach, ale przeważnie prowadził własne formacje takie jak The Young Olympians i The Black and Tan Orchestra. W 1922 ponownie zawitał do Kalifornii z grupą Dusena. Później występował już tylko na Południu kraju.
Był bardzo ceniony wśród współczesnych mu muzyków. Nigdy jednak nie dokonał żadnego nagrania. W 1925 wytwórnia OKeh Records zaproponowała mu nagranie kilku utworów, ale on odrzucił ofertę ze względu na zbyt niskie – jego zdaniem – honorarium.
Przez większą część życia nadużywał alkoholu, który w znacznym stopniu przyczynił się do jego przedwczesnego zgonu. Niemniej swój ostatni koncert zagrał jeszcze na dzień przed śmiercią. Jednym z niosących trumnę na jego pogrzebie był „Król Jazzu” Louis Armstrong. Pozostawił po sobie żonę i dziecko.

## Uwaga
1. ↑  Różne źródła podają lata jego urodzenia od 1887 do 1897. Data 23 grudnia 1896 widnieje w podpisanej własnoręcznie przez niego karcie poborowej.